# St. Josef (Lang-Göns)

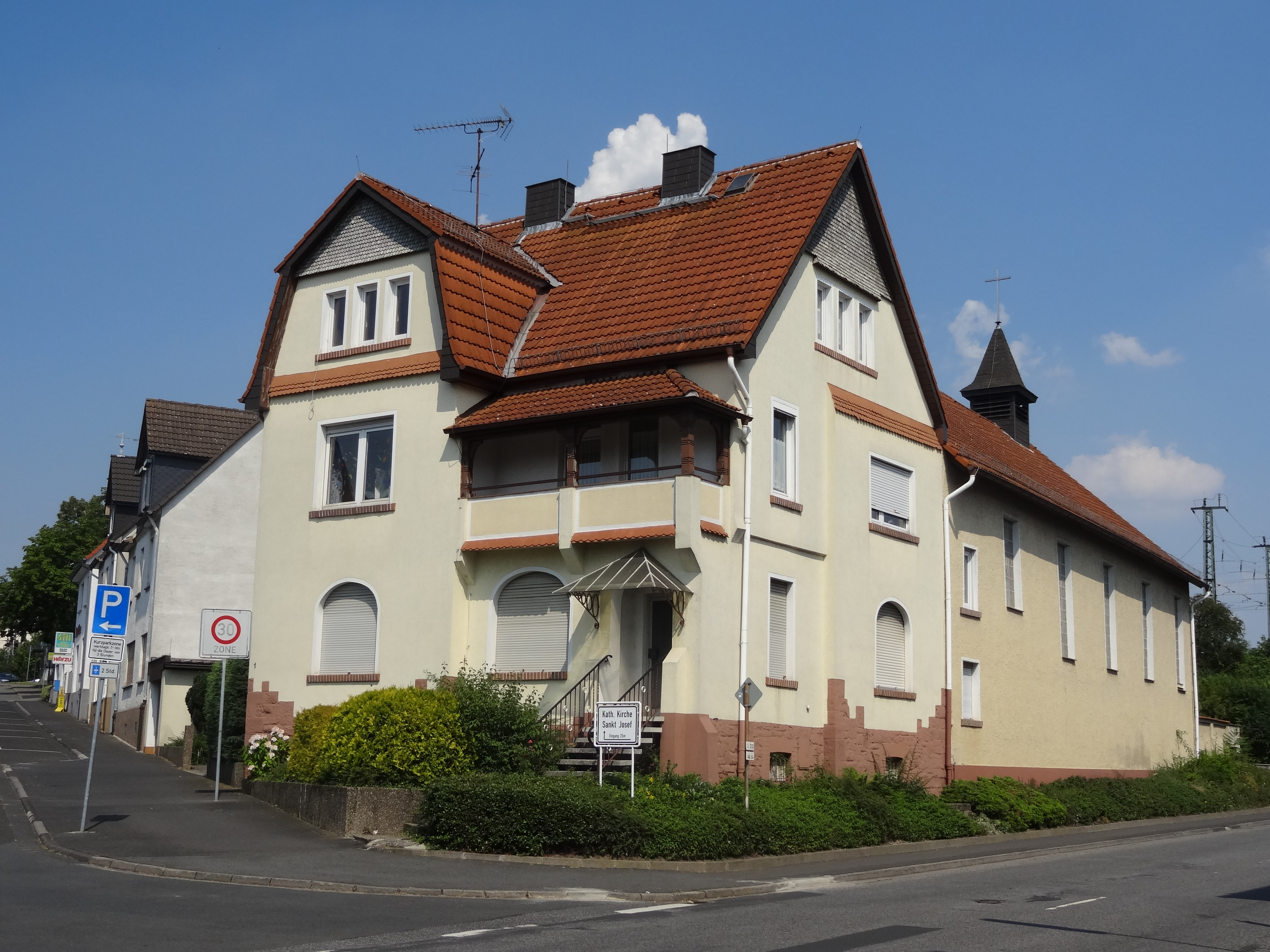
Pfarrhaus und Kirche St. Josef, Blick von Südwest

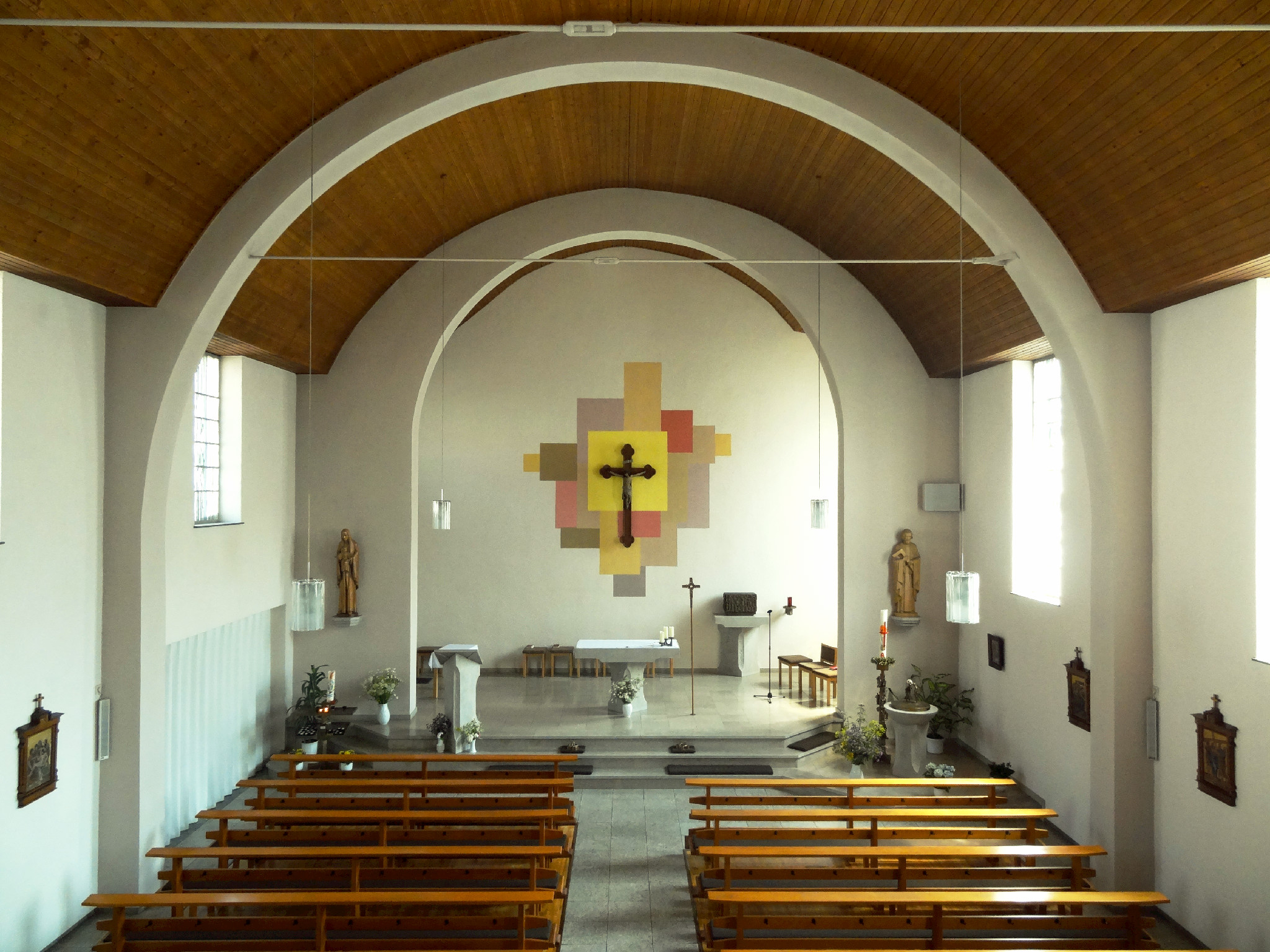
Innenraum, Blick von der Empore nach Osten

St. Josef ist die römisch-katholische Pfarrkirche der katholischen Pfarrgemeinde St. Josef im mittelhessischen Lang-Göns. Die Pfarrei St. Josef Langgöns gehört mit der Pfarrei Christkönig Linden zur Pfarrgruppe Linden/Langgöns, die zusammen mit der Pfarrei St. Martin Pohlheim den Pfarreienverbund „Am Limes“ bildet.

## Katholiken in Lang-Göns

### Bis zur Reformation
Südlich von Lang-Göns und dem Limes ist das Christentum früh nachweisbar (Wiesbaden, 3. Jhd.). Das Lahngau wurde erst später von Iro-schottischen Mönchen begonnen zu missionieren, bevor schließlich 721 Bonifatius mit einem päpstlichen Missionsauftrag nach Hessen kam. Die Gönser Mark (erste urkundliche Erwähnung als Gunnesheimer marca im Lorscher Codex 777), eine Markgemeinschaft aus der die vier Göns-Orte, Ebersgöns, Lang-Göns, Kirch-Göns und Pohl-Göns hervorgingen, gehörte im Mittelalter zum Diaconat Wetzlar im Archidiakonat Dietkirchen in der Erzdiözese Trier. Anfangs von der Mutterkirche in Großen Linden betreut, wurde Lang-Göns später Filial von Kirch-Göns und im 13. Jahrhundert als Pfarrei selbständig. Eine Urkunde (nicht mehr erhalten) von 1220 berichtet von einer ersten Kirche in „villa Günße“ (eine vorherige Kapelle wird angenommen) die ein Junker Hildericus auf seinen Eigengütern gebaut hat. Möglicherweise stammen Reste, die man beim Neubau des Langschiffs der Jakobuskirche (Lang-Göns) 1971 fand, von diesem Vorgängerbau. Erster urkundlich erwähnter Pfarrer war 1296 Giselbert von Göns, der sich selbst als „rector ecclesie“ bezeichnete. Nach Giselbert von Göns kommende Pfarrer waren „her Hrynrich der pernere“ (1334), Ebirhart Snauharte (1370er, 1390er), Conrad der Zentgraf (1440) und Heinrich Meyden (1453, 1459). Landgraf Philipp der Großmütige von Hessen führte zwar schon Mitte der 1520er die Reformation in seinem Territorium ein. Im Amt Hüttenberg, in dem Lang-Göns lag, und das er als Kondominium gemeinsam mit dem Grafen von Nassau-Saarbrücken regierte, setzte sich die Reformation jedoch nur langsam durch, sodass Philipp erst 1531 die evangelische Predigt in Lang-Göns durchsetzen konnte. 98 Prozent der Bevölkerung Oberhessens bekannten sich am Ende der Gegenreformation zum evangelischen Glauben, so auch die Gemeinde der Jakobuskirche in Lang-Göns. Jacob Cordtwage (1530er) war möglicherweise der erste evangelische Pfarrer in der bis dahin katholischen Kirche in Lang-Göns.

### Kriegszeiten und Wunder
Im Dreißigjährigen Krieg (1618–1648) litten die Hüttenberger an Abgaben sowohl an evangelische als auch an katholische Soldaten. Nach den Siegen des katholischen Heerführers Tilly zu Beginn der 1620er in der Unterpfalz soll sich ein Wunder in Lang-Göns zugetragen haben. 1624 soll ein spanischer papsttreuer Leutnant seinem Trompeter ein evangelisches Erbauungsbuch (Paradies-Gärtlein von Johann Arndt), das dieser im Lang-Gönser Pfarrerhaus gefunden und gelesen hatte, weggenommen und in den Ofen des Wirtshauses geworfen haben. Nach einer Stunde soll die Wirtin das Buch jedoch unversehrt aus den Flammen gezogen haben. Landgraf Philip ließ das Buch in die fürstliche Bibliothek nach Butzbach bringen. Das Haus, in dessen Vorgängerbau sich die Geschichte zugetragen haben soll, ist heute als Haus Paradiesgärtlein hessisches Kulturdenkmal. Im Siebenjährigen Krieg (1756–1763) und in den Koalitionskriegen 1792–1815 litt der Hüttenberg unter Einquartierungen, Truppendurchzügen, Plünderungen und Fuhrdiensten katholischer Franzosen und deren Widersacher.

### Aufklärung bis Anfang des 20. Jahrhunderts
Vor 1800 gab es in der Landgrafschaft Hessen-Darmstadt mehr Juden als Katholiken. Die Aufklärung im 18. Jahrhundert kam zwar beiden Minderheiten zugute, sodass einzelne Katholiken in protestantischen Landen geduldet wurden, sie unterstanden jedoch weiterhin der Huld des Landesherren, bzw. dessen protestantischem Konsistorium. Die auf die Französische Revolution folgende Napoleonischen Ära veränderte die Territorialverhältnisse im Heiligen Römischen Reich grundlegend. Die im Friede von Lunéville und im Reichsdeputationshauptschluss beschlossenen Säkularisationen zerschlugen die geistlichen Kurfürstentümer. Frankreich besetzte das linke Rheinufer und entschädigte die weltlichen Fürstentümer für ihre verlorenen linksrheinischen Gebiete mit rechtsrheinischen bis dahin geistlichen Territorien. Für das davon profitierende weltliche Fürstentum Hessen-Darmstadt endete damit die konfessionelle Geschlossenheit. Der hessische Staat wurde durch die Säkularisation Verwalter von katholischem Kirchenvermögen. Die neuen katholischen Untertanen in Starkenburg und Westphalen mussten dank der im Reichsdeputationshauptschluss beschlossenen Sicherheiten zwar nicht den Glauben ihres Landesherrn annehmen, waren aber über das Staatskirchensystem einer landesherrlich geistlichen Aufsichtsbehörde, dem „Kirchen- und Schulrat“, unterstellt, der eine evangelische und eine katholische Abteilung besaß. 1816 wurde dem nunmehr zum Großherzogtum Hessen firmierten Land das Gebiet Rheinhessen und die katholische Stadt Mainz zugeschlagen. Artikel 21 der 1820 erlassenen Verfassung des Großherzogtums Hessen gewährte Religionsfreiheit für die christlichen Konfessionen. 1830 wurde das Dekanat Gießen gebildet. Bei einem Antrag Butzbach zur Pfarrkuratie zu erheben zählte Pfarrer Mees Katholiken aus umliegenden Dörfern, u. a. in Lang-Göns, auf, die von Gießen nach Butzbach einzupfarren wären. 1892 wurde Butzbach Pfarrkuratie.
1830 beschrieb Georg Wilhelm Justin Wagner, großherzoglicher Geometer, das Großherzogtum Hessen, darunter auch Langgöns: „Der Ort hat 196 Häuser und 1151 Einwohner, die außer 2 Katholiken, 5 Mennnoniten und 30 Juden evangelisch sind.“ Die beiden Katholiken waren Ferdinand von Ritgen und seine Frau Clara. Der in Gießen wirkende Professor Ritgen hatte das abgebrannte Amthaus gekauft, das sein Sohn Hugo von Ritgen wiederaufbaute.

### Nach 1945

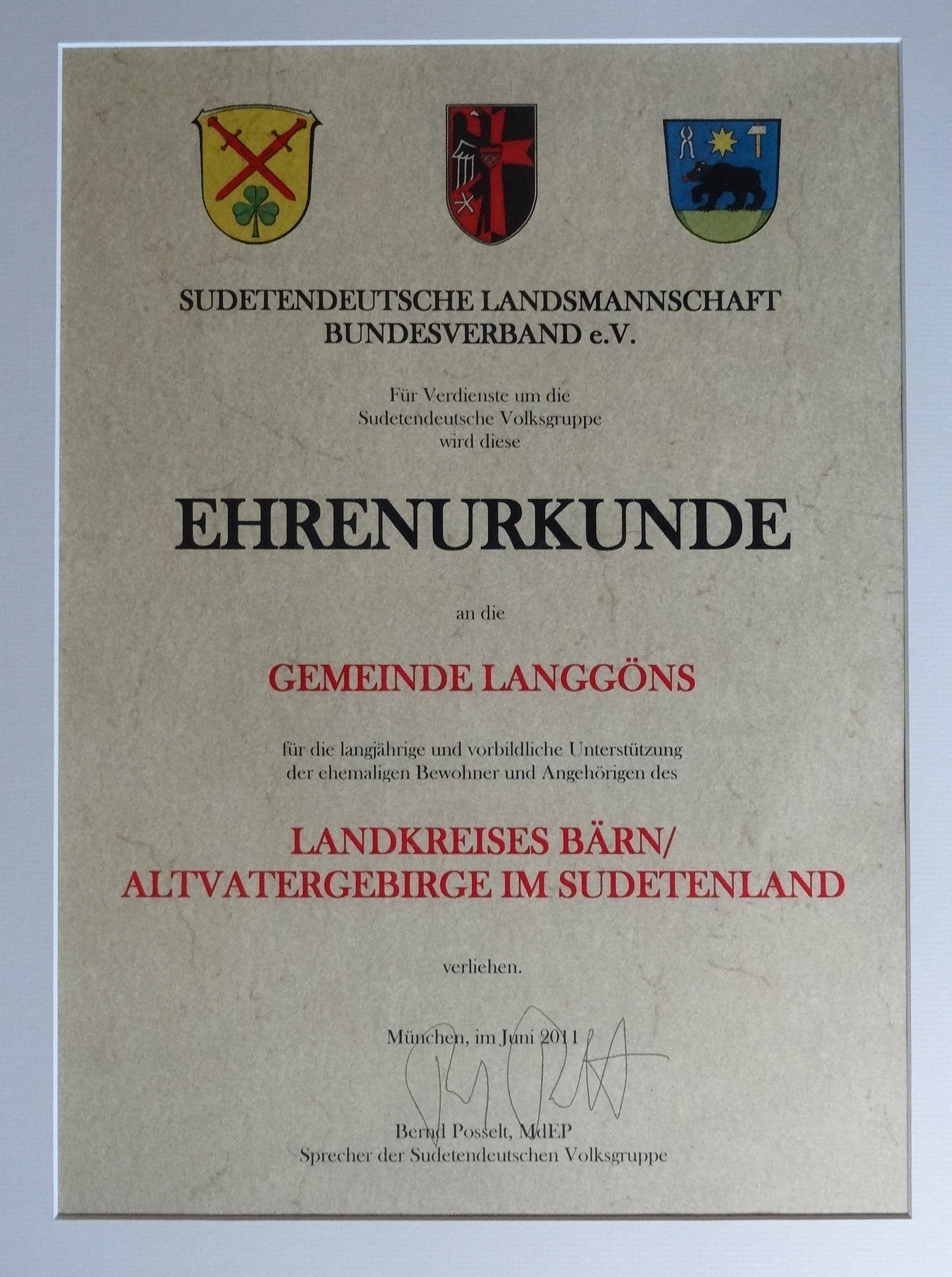
Urkunde der Sudetendeutschen Landsmannschaft für die Unterstützung der ehemaligen Bewohner und Angehörigen des Landkreises Bärn

In der unmittelbaren Zeit vor 1946 lebte in Lang-Göns nur eine einzige katholische Familie. In den Wirrungen des Zweiten Weltkriegs kamen Evakuierte, darunter viele Katholiken, aus den bombenbedrohten Städten des Rhein-Main-Gebietes nach Lang-Göns, kehrten jedoch in ihre nahen Herkunftsorte zurück. 1945 kamen schlesische Flüchtlinge und nach dem Krieg sudetendeutsche Heimatvertriebene und in kleinerem Umfang Banater Schwaben nach Lang-Göns. Die Neubürger bildeten eine katholische Gemeinde und machten 1950 mit 763 von 3013 Einwohnern etwa 25 % der Bevölkerung des Ortes aus.↔ Die katholische Gemeinde wurde in der Nachkriegszeit vom 10 km entfernten Butzbach betreut. Am 15. Oktober 1946 wurde in Lang-Göns eine Lokalkaplanei errichtet, zu der auch die benachbarten Orte Grüningen und Kirch-Göns gehörten. Artur Seidel, der vorher schon in Wiesenberg (Ostsudetenland) Pfarrer war, wurde 1947 erster Pfarrer in Lang-Göns. Ab 1949 begann man eigene Tauf-, Trauungs- und Sterberegister zu führen. Mit Inkrafttreten der Diözesanstatuten wurde die Lokalkaplanei am 25. Dezember 1957 zum Pfarr-Rektorat umbenannt. Bischof Herrmann Volk erhob am 22. November 1968 Lang-Göns mit Wirkung zum 1. Dezember 1968 zur Pfarrkuratie. Titel dieser Kuratie wurde St. Josef, und Langgöns damit selbständig. Nach Artur Seidel kommende Pfarrer waren Wolfgang Grabosch (1972), Franz Sachs (1980), Heribert Kronberger (1987), Manfred Lebisch (1997) und seit 2005 Mariusz Drwal. Ende Dezember 2012 umfasste die Gemeinde 1162 Mitglieder.
1963 wurde Lang-Göns Patenstadt für die Gemeinde Groß-Dittersdorf im Landkreis Bärn (Sudetenland). In Lang-Göns findet seitdem jährlich das Bärner Heimattreffen statt. 1964, bzw. 1974, wurde die Bärner Heimatstube als Museum eingerichtet und befindet sich heute mit ca. 4.000 Exponaten im Langgönser Bürgerhauses.

## Kirchenbau

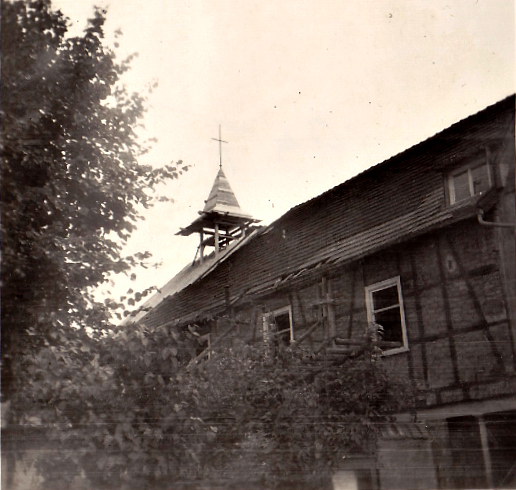
Nordseite in konstruktivem Fachwerk, Aufbau des Glockenturms 1961

Obwohl die evangelische Kirchengemeinde den Katholiken nach dem Zweiten Weltkrieg die Jakobuskirche für Gottesdienste zur Verfügung stellte, wuchs in der katholischen Gemeinde der Wunsch nach einem eigenen Gotteshaus. Anfang Dezember 1949 bestimmte die Arbeitsgemeinschaft der Heimatvertriebenen in Lang-Göns das Gasthaus Hebbel an der Ecke Bahnhofstraße/Mühlberg zum ständigen Versammlungslokal. Dieser Gasthof „Zur Linde“ ist verbunden mit den Namen Grote, Löwenich, Bischoff und Hebbel. Das Gebäude wurde 1905 errichtet und diente dem Erbauer W. Pfannenschmidt als Lokal mit angegliederter Metzgerei (ab 1918). Die katholische Gemeinde mietete Anfang der 1950er Jahre den Tanzsaal des Gasthofs und gestaltete ihn zur Notkirche um. 1954 kaufte man das zweistöckige Gebäude mit dem Saal oben und einer Kegelbahn darunter und baute die vorderen Gasthofräume zum Pfarrhaus aus. 1955 wurde der Saal als Kapelle umgebaut. Pfarrer Artur Seidel bat 1955 um die Genehmigung zur Benedizierung und um den Titel St. Josef, Bräutigam der Muttergottes (S. Joseph, spons. B.M.V.). Der damalige Generalvikar, Apostolischer Protonotar Wilhelm Kastell, genehmigte im selben Jahr sowohl Benedizierung als auch Titel. Es fand (wohl) eine Hausweihe statt. An Heiligabend 1955 konnte der erste Gottesdienst gehalten werden.
1960/61 erhielt das Gebäude einen kleinen Glockenturm (Thorn, Lang-Göns). 1965 konsekrierte Bischof Albert Stohr den Altarraum. Mitte/Ende der 60er Jahre wurde die Zwischendecke zwischen Saal und Kegelbahn eingerissen, um den Kirchenraum ebenerdig anzulegen und das Gebäude endgültig zu einer Pfarrkirche umzubauen. Am 1. Dezember 1968 benedizierte Domkapitular Hermann Berg die Kirche und konsekrierte den Altar zu Ehren des Heiligen Joseph. 1972/73 wurde das Gebäude renoviert. Mit Hilfe freiwilliger Helfer wurde im Hof ein Pfarrsaal errichtet, der u. a. vom 1972 neu gegründeten Pfadfinderstamm St. Josef, Langgöns im Verband der Deutschen Pfadfinderschaft St. Georg (DPSG) genutzt wurde. Das Dach wurde 1981 erneuert und die Kirche neu gestrichen. 1983 wurde die Kirche innen renoviert, eine Holzdecke wurde eingezogen, die Mauern wurden isoliert und die Wände gestrichen. Die bisherigen Fenster wurden durch Prismaglaswände ersetzt. An der Nordseite sind die Fenster wegen des ebenerdig angebauten Pfarrsaals unten kürzer. Bei hohen kirchlichen Festtagen lässt sich die Kirche mit dem Pfarrsaal vergrößern. Das Pfarrhaus wird vom Pfarrbüro, den Pfadfindern und für den Kindergottesdienst genutzt. Der Pfarrer wohnt im Pfarrhaus bei der Kirche Christkönig Linden.

## Architektur und Innenausstattung

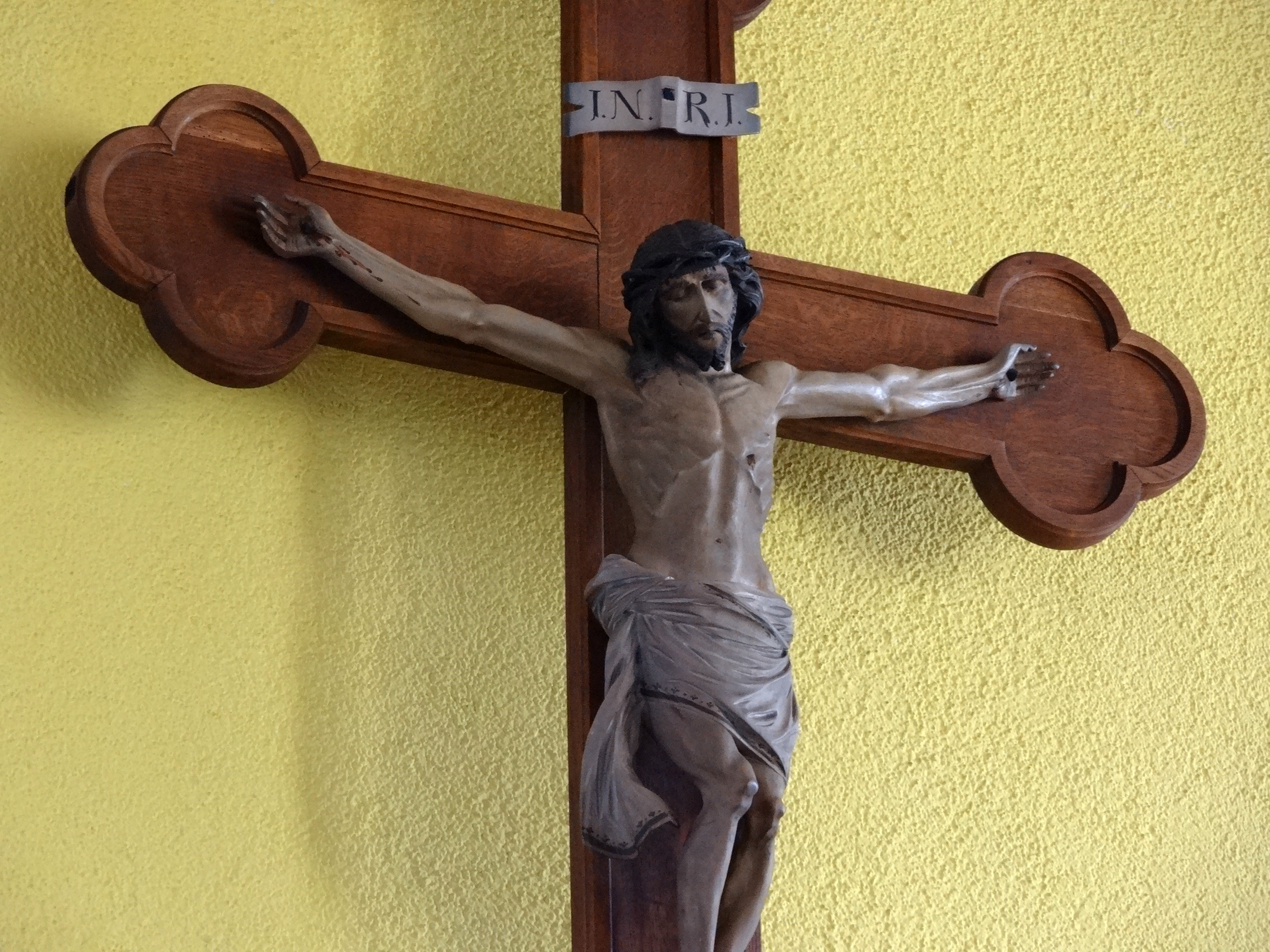
Neugotisches Kruzifix, Ostwand

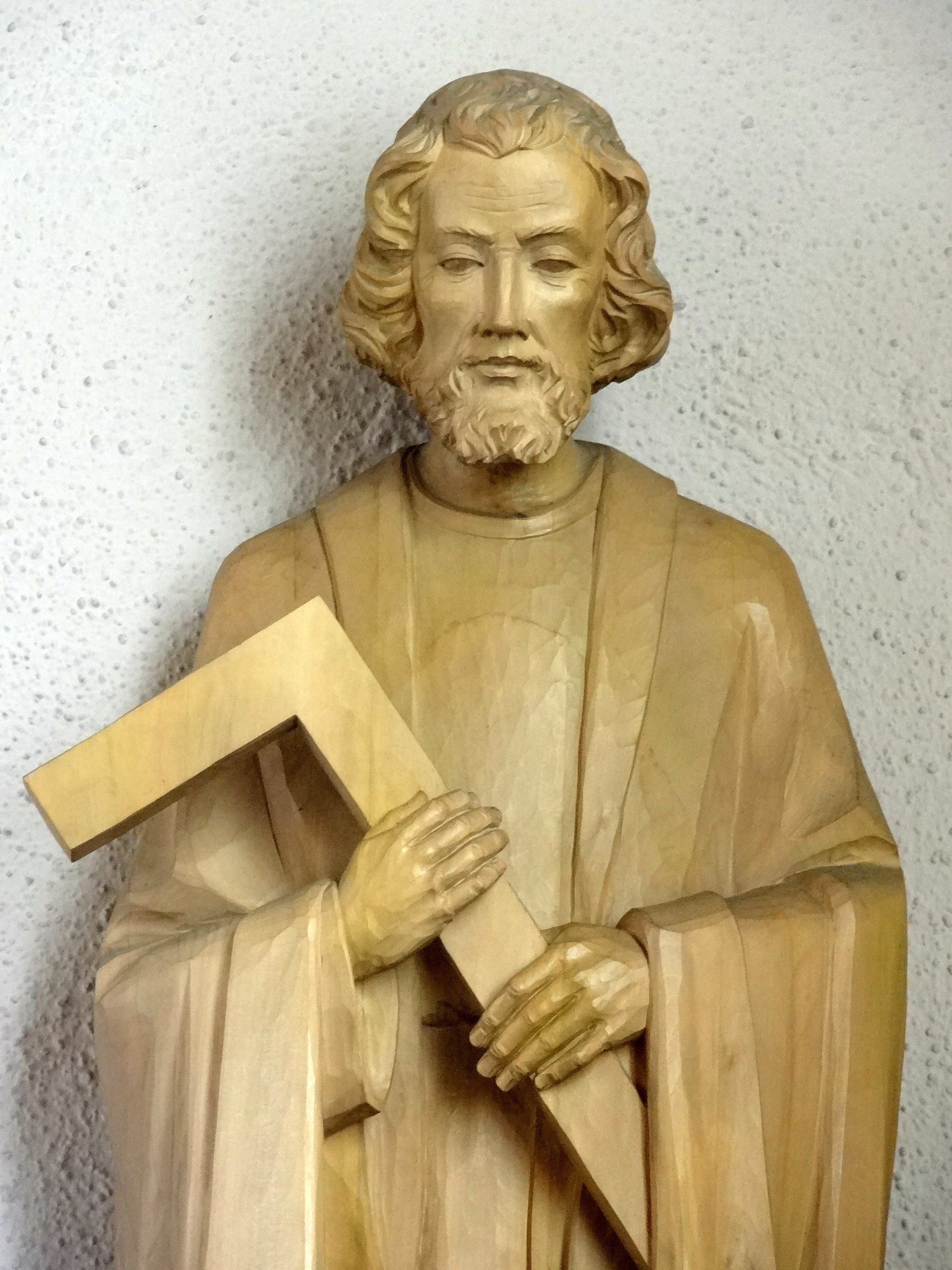
Josefsfigur, rechts am Triumphbogen, mit dem Winkelmaß, seinem Heiligenattribut. Josef von Nazaret ist die Kirche geweiht.

Das geostete Gotteshaus ist eine Saalkirche auf rechteckigem Grundriss und wird von einem Satteldach abgeschlossen. Der Dachreiter an der Ostseite beherbergt zwei kleine Glocken. Da im Westen das Pfarrhaus angebaut und die Ostseite fensterlos ist, erhält das Innere durch seine Fenster an den Langseiten Licht, die in halber Höhe ansetzen. An jeder Seite sind fünf rechteckige Bleiglasfenster angebracht. Der Innenraum wird durch vier vortretende Rundbögen geprägt, die das Holztonnengewölbe tragen. Im östlichen Teil ist der Rundbogen deutlich verbreitert und trennt als Triumphbogen den um drei Stufen erhöhten Altarbereich ab.
1953 zog die katholische Gemeinde Butzbach von ihrer dortigen Kirche St. Joseph in das neu errichtete Gotteshaus St. Gottfried um. 1955 wurde St. Joseph in Butzbach profaniert (entweiht) und zur Friedhofskapelle umfunktioniert. Die Pfarrei Butzbach stellte der Lang-Gönser Gemeinde daraufhin für den Neuanfang mehrere sakrale Gegenstände aus ihrer alten Kirche zur Verfügung. Darunter als Kruzifix ein neugotisches Missionskreuz (in Butzbach wirkten die Schwestern der Missionsgesellschaft Königin der Apostel) das in Butzbach an der Nordwand hing und nun in Lang-Göns an der Ostwand hängt. Das Kreuz wurde 1922 von Angestellten der Butzbacher Firma Meguin für eine Mission gestiftet. Es erhielt ein Jahr später einen Korpus, der im Jahr der Hyperinflation 1923 mit 14 Millionen Reichsmark berechnet wurde, bezahlt von Eisenbahnangestellten beim passiven Widerstand. Es wurde vom Benediktinerpater Corbinian vom Kloster Ilbenstadt geweiht. Des Weiteren eine Folge von vierzehn neobarocken Kreuzwegstationen des Künstlers Gotthold J. Rettinger aus Aschaffenburg, die an den Längsseiten angebracht sind. Und schließlich eine Figur Josefs von Nazaret, die in Butzbach anfangs im Marienaltar der Josephskirche stand, bis man eine passendere Heiligenfigur anschaffte.
Links am Triumphbogen steht auf einem kleinen Podest eine holzsichtige Marienfigur, auf der rechten Seite eine neuere Josefsfigur im gleichen Stil, die als Attribut ein Winkelmaß hält. Passend zur Madonna erhielt die Kirche 1985 diese neue Josefsfigur aus einer Werkstatt aus Oberammergau. Die ältere farbige Josefsfigur steht seitdem im Pfarrsaal. Rechts hinten an der Wand hängt eine Kopie der Klattauer Madonna, die von einer sudetendeutschen Lang-Gönser Familie gestiftet wurde. Das originale Gnadenbild befindet sich in der Stadtpfarrkirche Mariä Geburt in Klatovy (ehem. Klattau, Westböhmen, heute Tschechien). In Klattau wiederholte sich am 8. Juli 1685 ein Blutwunder, das sich ursprünglich am 29. April 1494 an der Madonna von Re, im Piemont, Norditalien, zugetragen hatte. 2015 wurde in der hinteren rechten Ecke ein Schaukasten mit einem vorkonzillianischen Priestergewand aufgestellt.
2004 wurde das Kircheninnere umfangreich saniert. Die Wand hinter dem Kruzifix wurde zu einem „Gesamtbild der Dreifaltigkeit“ „unter besonderer Berücksichtigung der Symbolkraft der Farben“ gestaltet. Die realistische Darstellung des Kruzifixes verbindet sich mit abstrakten Formen, die Gottvater in „unzugänglichem Licht“ und den für „menschliche Sinne nicht fassbaren Heiligen Geist“ darstellen (Simonsen, Laubach). Auch der Altarraum wurde neu arrangiert. Der Sockel des Hostienschreins (Tabernakel), Pult (Ambo), Altar und Taufbecken wurden aus unaufdringlich wirkendem hellgrauen Kalkstein aus Fontainebleau gehauen (Heuser, Reiskirchen). Es wurden zudem als Unikate ein Osterleuchter, ein Taufbeckenaufsatz, ein Vortragekreuz, ein Opferkerzenständer und eine Halterung für das Ewige Licht angeschafft (Welling, Koblenz-Horchheim). Da der Opferkerzenständer wieder vor der Marienfigur stehen sollte, das neue Taufbecken vor der Josefsfigur aber den Zugang vom Altarraum zum Pfarrsaal verstellt hätte, wurde die Marienfigur nach links und die Josefsfigur nach rechts versetzt und die vorderste Bank rechts entfernt, um genügend Platz für das Taufbecken zu haben. Kardinal Karl Lehmann erschien am 11. September 2004 zur Altarweihe und legte Reliquien des hl. Justinus, der hl. Virginia und der hl. Amelia in den Altar. Im Westen ist eine Empore eingezogen, auf der die Orgel aufgestellt ist. Eine 1974 angeschaffte elektronische Orgel „F 212“ der Firma Ahlborn wurde 2012 durch eine „Gloria 225“ der Firma Kisselbach ersetzt. Das holzsichtige Kirchengestühl ist schlicht gehalten.